# Ligne de tramway 338
La ligne 338 est une ancienne ligne du tramway de Bruges de la Société nationale des chemins de fer vicinaux (SNCV) qui reliait Bruges à Zomergem.

## Histoire
18 janvier 1914 : mise en service entre Bruges et Knesselare, nouvelle section (capital 113).
15 mars 1908 : prolongement de Knesselare vers Ursel.
Date inconnue : traction par autorail.
1931 : reprise de la section Ursel - Zomergem Église à la ligne Z du réseau de Gand (capital 8).

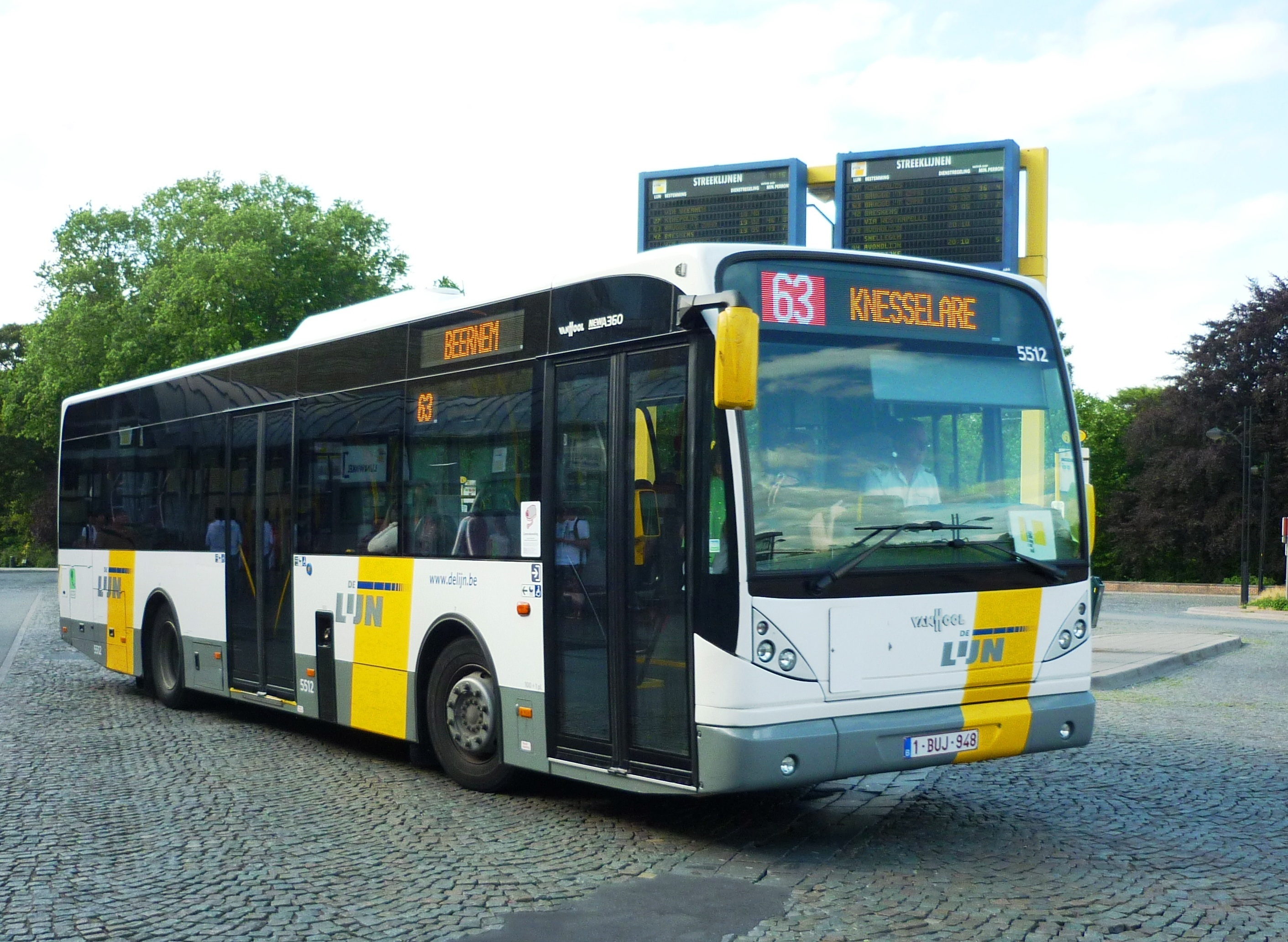

Elle est supprimée le 3 mai 1951 et remplacée par une ligne d'autobus.

## Exploitation

### Horaires
Tableaux : 338 (1931)
- 541 en 1950[3].